# 1996年长征三号乙火箭发射事故
1996年长征三号乙火箭发射事故（亦称“2·15事故”）是北京时间1996年2月15日凌晨发生在西昌卫星发射中心的一次严重事故。执行国际通信卫星708发射任务的长征三号乙运载火箭在点火起飞后姿态出现异常，飞行约22秒后撞山爆炸，衛星和運載火箭全部损毀，事故造成6人死亡，57人受伤住院，毁伤民房80余间，爆炸威力估算达到55.6吨TNT炸药。
事后调查由于四轴平台的随动环稳定回路功率级无电流输出，导致内环工作异常，致使惯性基准发生变化，同时向箭上控制系统输出了火箭在作正俯仰和正偏航运动的错误信息；控制系统为纠正火箭实际上并不存在的正俯仰和正偏航运动，控制火箭进行负俯仰和负偏航，箭体快速向预定射向右前方倾倒，最终撞到了距离发射场约1.85公里的山坡上发生爆炸，衛星和運載火箭全部损毀。

## 国际通信卫星708
国际通信卫星708是由美国劳拉空间系统公司制造的地球静止轨道通信卫星，采用LS-1300平台，装有26个C波段转发器和14个Ku波段转发器，卫星重4180公斤。1992年4月24日，中国长城工业总公司与国际通信卫星组织在华盛顿草签了使用长征三号乙火箭发射国际通信卫星708的发射服务合同。

## 过去的商业发射事故
在此之前，中国曾发生过两次卫星损失的商业发射事故。
- 1992年12月21日，长征二号捆运载火箭发射澳普图斯B2通信卫星发生事故，火箭点火后47秒卫星发生爆炸，火箭仍然将卫星残骸送入轨道。事后双方互相认为火箭与卫星没有问题，仍用长二捆补射一颗澳普图斯B3通信卫星。

- 1995年1月26日，长征二号捆运载火箭发射亚太二号卫星发生事故，火箭飞行约50秒后卫星发生爆炸，随即火箭爆炸，星箭全损。美方认为在冬季高空切变风条件下，运载火箭整流罩的局部结构破坏。而中方则认为在冬季高空切变风条件下，卫星和上面级与运载火箭的特殊联接方式出现谐报，造成卫星局部结构破坏。

## 事故影响

### 合同取消
除了708卫星，国际通信卫星组织计划使用长征火箭发射的还有804和805卫星，事故发生以后这两颗卫星分别改用阿丽亚娜4号运载火箭和宇宙神-2AS火箭发射。回声卫星公司也将原计划由长三乙发射的回声二号和回声三号卫星分别改用阿丽亚娜4号运载火箭和宇宙神-2AS发射。

### 保险界
早在此次事故以前，国际保险界就曾对长征火箭两次事故的调查结果有所质疑而提高保费，事故发生后国际保险界多次强烈要求中方必须成立独立评审委员会，对中方的故障调查作出评议，作为后续发射的亚太1A通信卫星的承保条件。
为了解决在航天保险方面过分依赖国际市场的局面，1997年8月27日，根据国务院指示精神，在中国人民银行和财政部的指导下，由中国人保牵头，联合太平洋、平安、华泰、新疆兵团等九家保险公司共同创立了中国航天保险联合体，设立航天保险基金，以支持长征火箭的发射。

### 赔偿
距离发射场约1.85公里的山坡被毁民房80余间，造成6人死亡，57人受伤住院。赔偿未知。

### 质量整顿
1996年4月，航天工业总公司下发《关于进一步做好质量问题归零监督检查工作的通知》，初步勾勒出了质量问题技术归零的5点要求，提出了质量问题“归零五条”。
同年8月18日，长征三号运载火箭发射中星七号通信卫星失败，时任国务院总理李鹏对航天总公司的工作做出指示，特别指出航天工业总公司当前最重要的是提高产品质量和工作质量，一定要确保成功，只有连续成功，有些工作才好做。航天科技有风险，但也不能总是失败。随即中国航天工业开始展开大规模质量整顿。
1997年初，“提高航天发射成功率”被写入中央政治局下发的工作要点。
1997年10月，航天工业总公司下发了《质量问题归零五条标准宣传手册》，就归零工作中的管理问题也明确提出了5条标准，航天质量问题“归零双五条”全面形成。
1996年10月20日至2009年8月31日，长征系列运载火箭75次发射全部取得成功。

### 出口限制
1998年4月4日，《纽约时报》报道称联邦陪审团正在调查休斯公司与劳拉公司是否在之前的发射事故调查中向中方泄露航天技术。6月18日，美国众议院成立由克里斯托弗·考克斯领导的特别委员会调查相关事件。10月17日，克林顿签署《1999财年国防授权法》将卫星及零部件纳入国际武器贸易条例管制范围，使得长征火箭无法发射美国制造或含有美国零部件的卫星。而此前中国向劳拉公司订购的中星八号卫星也始终未能交付。1999年至2005年期间，中国没有进行任何对外商业发射服务。

### 其他
时任长三乙火箭总设计师兼总指挥的龙乐豪院士在受访时回忆说，发生事故后他几乎“一夜白头”。

## 媒体报道
- 1996年2月16日《人民日报》第4版援引新华社消息报道：“新华社西昌2月15日电 我国新研制的长征三号乙运载火箭，今天凌晨3时01分在西昌卫星发射中心发射国际708通信卫星时失利。这是该火箭首次发射。有关方面对这次事故正在组织调查。”

- 1996年3月3日《人民日报》第4版报道《航天界人士就长三乙火箭发射失败答记者问故障部位确定调查仍在继续》

- 1996年3月23日，以色列电视台Channel 2（英语：Channel 2 (Israeli TV channel)）公布了一段据称是以色列籍工程师在事故后拍摄的现场视频[18]。

- 1996年9月12日《人民日报》第4版援引新华社消息报道《长征三号乙火箭事故原因查明火箭控制系统惯性基准发生变化导致发射失败，针对故障的改进措施目前已在实施中》

## 相关纪录片
- 《撼天记》太空没有梦[19]